# George Willink
George Willink (Voorburg, 10 juli 1947) is een Amerikaans-Nederlands componist en muziekpedagoog.
Hij schreef composities voor harmonieorkest, blazers, koperblazers, piano en solowerken met piano. Een bekend werk voor harmonieorkest is Al Abrigo uit 1973.
Willinks familie vertrok naar de Verenigde Staten toen hij vijf jaar oud was. Op 10-jarige leeftijd verhuisden ze naar New Mexico. Willink studeerde aan de New Mexico Highlands University in Las Vegas en later aan de Universiteit van New Mexico in Albuquerque. Aansluitend was hij muziekleraar aan openbare scholen in Fort Sunter (New Mexico) en aan de lagere school Jemez Pueblo.